# Elecciones generales de Japón de 1908
Las décimas elecciones generales de Japón tuvieron lugar el 15 de mayo de 1908 para escoger a los 379 miembros de la Cámara de Representantes. Fueron los primeros comicios tras la guerra ruso-japonesa. En contraste con su anterior victoria mínima, el partido Amigos del Gobierno Constitucional (Rikken Seiyūkai) estuvo a cuatro escaños de recuperar la mayoría absoluta perdida en 1903, con 187 bancas en la Cámara. Saionji Kinmochi, que había accedido al cargo de primer ministro en 1906, fue reelegido en el cargo, aunque unos meses después se lo entregaría nuevamente a Katsura Tarō.

## Sistema electoral
En virtud de la constitución japonesa de 1889, los 379 miembros de la Cámara de Representantes de la Dieta Imperial eran elegidos en 51 circunscripciones con varios diputados cada una mediante escrutinio mayoritario plurinominal con listas cerradas. La votación se limitó a los varones mayores de 25 años que pagaban al menos 10 yenes por año en impuestos directos, por lo que el electorado era sumamente restringido y no alcanzaba al 3% de la población total. En estas elecciones, por primera vez hubo más de un millón de votantes mientras que la población superaba por entonces los cincuenta y cinco millones. 900 candidatos se disputaron los 379 escaños.

## Resultados
| Partido                            | Votos     | %     | Escaños | +/–   |
| ---------------------------------- | --------- | ----- | ------- | ----- |
| Rikken Seiyūkai                    | 649.858   | 48.40 | 187     | +54   |
| Kensei Hontō                       | 288.243   | 21.47 | 70      | –20   |
| Yūkōkai                            | 99.690    | 7.42  | 29      | Nuevo |
| Club Daidō                         | 92.477    | 6.89  | 29      | Nuevo |
| Independientes                     | 212.377   | 15.82 | 64      | +9    |
| Votos en blanco/anulados           | 13.534    | –     | –       | –     |
| Total                              | 1.356.179 | 100   | 379     | 0     |
| Votantes registrados/participación | 1.590.045 | 85.29 | –       | –     |
| Fuente: Mackie & Rose              |           |       |         |       |